# Jean de Fricamp
Jean de Fricamp était l'homme de confiance de Charles II de Navarre, il eut pour sobriquet Friquet.
Il fut tout d'abord au service de Charles II le Mauvais et se montra un des hommes les plus dévoués au roi de Navarre. En 1364, Jean de Fricamp se mit au service de Charles V de France, et remplira les fonctions de chambellan auprès du souverain français.

## Sources
Georges Bordonove, Les Rois qui ont fait la France - Les Valois - Charles V le Sage, t. 1, Pygmalion, 1988.